# Ace of Base/Diskografie
Diese Diskografie ist eine Übersicht über die musikalischen Werke der schwedischen Reggae-Pop-Band Ace of Base. Den Quellenangaben zufolge hat sie bisher mehr als 45 Millionen Tonträger verkauft. Ihre erfolgreichste Veröffentlichung ist das Debütalbum Happy Nation mit über 25 Millionen verkauften Einheiten, womit es zu den weltweit meistverkauften Musikalben zählt und zugleich das meistverkaufte Debütalbum aller Zeiten ist. In Deutschland zählt das Album mit über 1,5 Millionen verkauften Einheiten zu einem der meistverkauften Alben des Landes.

## Alben

### Studioalben
| Jahr | Titel Musiklabel                                                                                    | Höchstplatzierung, Gesamtwochen, AuszeichnungChartplatzierungen (Jahr, Titel, Musiklabel, Platzierungen, Wochen, Auszeichnungen, Anmerkungen) | Höchstplatzierung, Gesamtwochen, AuszeichnungChartplatzierungen (Jahr, Titel, Musiklabel, Platzierungen, Wochen, Auszeichnungen, Anmerkungen) | Höchstplatzierung, Gesamtwochen, AuszeichnungChartplatzierungen (Jahr, Titel, Musiklabel, Platzierungen, Wochen, Auszeichnungen, Anmerkungen) | Höchstplatzierung, Gesamtwochen, AuszeichnungChartplatzierungen (Jahr, Titel, Musiklabel, Platzierungen, Wochen, Auszeichnungen, Anmerkungen) | Höchstplatzierung, Gesamtwochen, AuszeichnungChartplatzierungen (Jahr, Titel, Musiklabel, Platzierungen, Wochen, Auszeichnungen, Anmerkungen) | Höchstplatzierung, Gesamtwochen, AuszeichnungChartplatzierungen (Jahr, Titel, Musiklabel, Platzierungen, Wochen, Auszeichnungen, Anmerkungen) | Anmerkungen                                                  |
| Jahr | Titel Musiklabel                                                                                    | DE | AT | CH | UK | US | SE | Anmerkungen                                                  |
| ---- | --------------------------------------------------------------------------------------------------- | --- | --- | --- | --- | --- | --- | ------------------------------------------------------------ |
| 1992 | Happy Nation auch bekannt als: Happy Nation (US-Version) oder The Sign Metronome Records (Polygram) | DE1 ×3Dreifachplatin · (82 Wo.)DE | AT3 Gold (US-Version) + Platin · (54 Wo.)AT                                                                                                   | CH2 Platin (US-Version) + Platin · (68 Wo.)CH                                                                                                 | UK1 ×2Doppelplatin · (44 Wo.)UK | US1 ×9Neunfachplatin · (102 Wo.)US | SE3 (54 Wo.)SE | Erstveröffentlichung: Dezember 1992 Verkäufe: + 25.000.000   |
| 1995 | The Bridge Metronome Records (Polygram)                                                             | DE8 Gold · (30 Wo.)DE | AT10 (16 Wo.)AT | CH4 Platin · (28 Wo.)CH | UK66 (7 Wo.)UK | US29 Platin · (29 Wo.)US | SE1 Platin · (26 Wo.)SE | Erstveröffentlichung: 27. Oktober 1995 Verkäufe: + 5.000.000 |
| 1998 | Flowers auch bekannt als: Cruel Summer Polydor (Polygram)                                           | DE3 (15 Wo.)DE | AT15 (14 Wo.)AT | CH1 Gold · (16 Wo.)CH | UK15 Silber · (7 Wo.)UK | US101 (10 Wo.)US | SE5 (14 Wo.)SE | Erstveröffentlichung: 15. Juni 1998 Verkäufe: + 553.271      |
| 2002 | Da Capo Polydor (UMG)                                                                               | DE48 (5 Wo.)DE | AT61 (2 Wo.)AT | CH23 (6 Wo.)CH | — | — | SE25 (4 Wo.)SE | Erstveröffentlichung: 30. September 2002                     |
| 2010 | The Golden Rat!o Polydor (UMG)                                                                      | DE20 (4 Wo.)DE | — | CH100 (1 Wo.)CH | — | — | — | Erstveröffentlichung: 24. September 2010                     |

### Kompilationen
| Jahr | Titel Musiklabel                                                           | Höchstplatzierung, Gesamtwochen, AuszeichnungChartplatzierungen (Jahr, Titel, Musiklabel, Platzierungen, Wochen, Auszeichnungen, Anmerkungen) | Höchstplatzierung, Gesamtwochen, AuszeichnungChartplatzierungen (Jahr, Titel, Musiklabel, Platzierungen, Wochen, Auszeichnungen, Anmerkungen) | Höchstplatzierung, Gesamtwochen, AuszeichnungChartplatzierungen (Jahr, Titel, Musiklabel, Platzierungen, Wochen, Auszeichnungen, Anmerkungen) | Höchstplatzierung, Gesamtwochen, AuszeichnungChartplatzierungen (Jahr, Titel, Musiklabel, Platzierungen, Wochen, Auszeichnungen, Anmerkungen) | Höchstplatzierung, Gesamtwochen, AuszeichnungChartplatzierungen (Jahr, Titel, Musiklabel, Platzierungen, Wochen, Auszeichnungen, Anmerkungen) | Höchstplatzierung, Gesamtwochen, AuszeichnungChartplatzierungen (Jahr, Titel, Musiklabel, Platzierungen, Wochen, Auszeichnungen, Anmerkungen) | Anmerkungen                                                 |
| Jahr | Titel Musiklabel                                                           | DE | AT | CH | UK | US | SE | Anmerkungen                                                 |
| ---- | -------------------------------------------------------------------------- | --- | --- | --- | --- | --- | --- | ----------------------------------------------------------- |
| 1999 | Singles of the 90’s Polydor (UMG)                                          | DE21 (8 Wo.)DE | AT32 (3 Wo.)AT | CH14 (13 Wo.)CH | UK62 (2 Wo.)UK | — | SE36 (3 Wo.)SE | Erstveröffentlichung: 15. November 1999 Verkäufe: + 290.023 |
| 2000 | Greatest Hits Arista Records (BMG)                                         | — | — | — | — | — | — | Erstveröffentlichung: 18. April 2000                        |
| 2002 | The Collection auch bekannt als: All That She Wants Polydor (UMG)          | — | — | — | — | — | — | Erstveröffentlichung: 26. November 2002                     |
| 2003 | Platinum & Gold Collection auch bekannt als: The Hits Arista Records (BMG) | — | — | — | — | — | — | Erstveröffentlichung: 6. Mai 2003                           |
| 2010 | Platinum & Gold Rhino Records (WMG)                                        | — | — | — | — | — | — | Erstveröffentlichung: 10. März 2010                         |
| 2015 | Hidden Gems Playground Music (PMS)                                         | — | — | — | — | — | — | Erstveröffentlichung: 6. März 2015                          |
| 2020 | Hidden Gems, Vol. 2 Playground Music (PMS)                                 | — | — | — | — | — | — | Erstveröffentlichung: 8. August 2020                        |

## Singles

### Als Leadmusiker
| Jahr | Titel Album                                                        | Höchstplatzierung, Gesamtwochen, AuszeichnungChartplatzierungen (Jahr, Titel, Album, Platzierungen, Wochen, Auszeichnungen, Anmerkungen) | Höchstplatzierung, Gesamtwochen, AuszeichnungChartplatzierungen (Jahr, Titel, Album, Platzierungen, Wochen, Auszeichnungen, Anmerkungen) | Höchstplatzierung, Gesamtwochen, AuszeichnungChartplatzierungen (Jahr, Titel, Album, Platzierungen, Wochen, Auszeichnungen, Anmerkungen) | Höchstplatzierung, Gesamtwochen, AuszeichnungChartplatzierungen (Jahr, Titel, Album, Platzierungen, Wochen, Auszeichnungen, Anmerkungen) | Höchstplatzierung, Gesamtwochen, AuszeichnungChartplatzierungen (Jahr, Titel, Album, Platzierungen, Wochen, Auszeichnungen, Anmerkungen) | Höchstplatzierung, Gesamtwochen, AuszeichnungChartplatzierungen (Jahr, Titel, Album, Platzierungen, Wochen, Auszeichnungen, Anmerkungen) | Anmerkungen                                                                    |
| Jahr | Titel Album                                                        | DE | AT | CH | UK | US | SE | Anmerkungen                                                                    |
| ---- | ------------------------------------------------------------------ | --- | --- | --- | --- | --- | --- | ------------------------------------------------------------------------------ |
| 1992 | All That She Wants Happy Nation                                    | DE1 ×3Dreifachgold · (40 Wo.)DE | AT1 Gold · (25 Wo.)AT | CH1 (28 Wo.)CH | UK1 Platin · (16 Wo.)UK | US2 Platin · (36 Wo.)US | SE3 (15 Wo.)SE | Erstveröffentlichung: 1. November 1992 Verkäufe: + 3.921.323                   |
| 1993 | Happy Nation                                                       | DE7 Gold · (20 Wo.)DE | AT6 (12 Wo.)AT | CH23 (12 Wo.)CH | UK40 (8 Wo.)UK | — | SE4 (8 Wo.)SE | Erstveröffentlichung: 1. März 1993 Verkäufe: + 375.000                         |
| 1993 | Wheel of Fortune Happy Nation                                      | DE4 Gold · (26 Wo.)DE | AT6 (17 Wo.)AT | CH5 (19 Wo.)CH | UK20 (6 Wo.)UK | — | SE39 (1 Wo.)SE | Erstveröffentlichung: 2. April 1993 Verkäufe: + 260.000                        |
| 1993 | Waiting for Magic Happy Nation                                     | — | — | — | — | — | SE19 (4 Wo.)SE | Erstveröffentlichung: 1. Juni 1993                                             |
| 1993 | The Sign                                                           | DE1 Platin · (29 Wo.)DE | AT3 Gold · (18 Wo.)AT | CH4 (26 Wo.)CH | UK2 Platin · (16 Wo.)UK | US1 Platin · (41 Wo.)US | SE2 (21 Wo.)SE | Erstveröffentlichung: 29. Oktober 1993 Verkäufe: + 2.350.000                   |
| 1994 | Don’t Turn Around The Sign                                         | DE6 Gold · (25 Wo.)DE | AT8 (3 Wo.)AT | CH14 (3 Wo.)CH | UK5 (11 Wo.)UK | US4 Gold · (31 Wo.)US | SE11 (13 Wo.)SE | Erstveröffentlichung: 15. März 1994 Verkäufe: + 755.000; Original: Tina Turner |
| 1994 | Living in Danger The Sign                                          | DE23 (12 Wo.)DE | AT19 (2 Wo.)AT | CH26 (8 Wo.)CH | UK18 (4 Wo.)UK | US20 (20 Wo.)US | SE28 (2 Wo.)SE | Erstveröffentlichung: 17. Oktober 1994                                         |
| 1995 | Lucky Love The Bridge                                              | DE13 (19 Wo.)DE | AT14 (12 Wo.)AT | CH19 (17 Wo.)CH | UK20 (8 Wo.)UK | US30 (17 Wo.)US | SE1 (14 Wo.)SE | Erstveröffentlichung: 9. Oktober 1995                                          |
| 1995 | Beautiful Life The Bridge                                          | DE20 (17 Wo.)DE | AT24 (8 Wo.)AT | CH33 (7 Wo.)CH | UK15 (6 Wo.)UK | US15 (20 Wo.)US | SE22 (11 Wo.)SE | Erstveröffentlichung: 27. Oktober 1995 Verkäufe: + 25.000                      |
| 1995 | Never Gonna Say I’m Sorry The Bridge                               | DE44 (11 Wo.)DE | AT38 (2 Wo.)AT | — | — | — | SE24 (7 Wo.)SE | Erstveröffentlichung: 1995                                                     |
| 1998 | Life Is a Flower auch bekannt als: Whenever You’re Near Me Flowers | DE20 (13 Wo.)DE | AT15 (12 Wo.)AT | CH18 (20 Wo.)CH | UK5 Silber · (11 Wo.)UK | US76 (5 Wo.)US | SE5 Gold · (13 Wo.)SE | Erstveröffentlichung: 11. Januar 1998 Verkäufe: + 215.000                      |
| 1998 | Cruel Summer Flowers                                               | DE28 (9 Wo.)DE | AT28 (6 Wo.)AT | CH21 (10 Wo.)CH | UK8 (7 Wo.)UK | US10 Gold · (20 Wo.)US | SE33 (13 Wo.)SE | Erstveröffentlichung: 30. Juni 1998 Verkäufe: + 500.000; Original: Bananarama  |
| 1998 | Travel to Romantis Flowers                                         | DE61 (9 Wo.)DE | — | — | — | — | — | Erstveröffentlichung: 16. November 1998                                        |
| 1998 | Always Have, Always Will Flowers                                   | DE47 (9 Wo.)DE | AT29 (4 Wo.)AT | — | UK12 Silber · (11 Wo.)UK | — | — | Erstveröffentlichung: 7. Dezember 1998 Verkäufe: + 200.000                     |
| 1999 | Everytime It Rains Flowers                                         | — | — | — | UK22 (4 Wo.)UK | — | — | Erstveröffentlichung: 5. April 1999                                            |
| 1999 | C’est la vie (Always 21) Singles of the 90’s                       | DE64 (3 Wo.)DE | — | CH100 (1 Wo.)CH | — | — | SE38 (6 Wo.)SE | Erstveröffentlichung: 25. Oktober 1999                                         |
| 2000 | Hallo Hallo Singles of the 90’s                                    | DE99 (1 Wo.)DE | — | — | — | — | — | Erstveröffentlichung: 10. April 2000                                           |
| 2002 | Beautiful Morning Da Capo                                          | DE38 (7 Wo.)DE | AT47 (6 Wo.)AT | CH32 (15 Wo.)CH | — | — | SE14 (10 Wo.)SE | Erstveröffentlichung: 9. September 2002                                        |
| 2002 | The Juvenile Da Capo                                               | DE78 (9 Wo.)DE | — | — | — | — | — | Erstveröffentlichung: 9. Dezember 2002                                         |
| 2002 | Unspeakable Da Capo                                                | DE97 (1 Wo.)DE | — | — | — | — | SE45 (5 Wo.)SE | Erstveröffentlichung: 24. Dezember 2002                                        |
| 2010 | All for You The Golden Ratio                                       | DE38 (6 Wo.)DE | — | — | — | — | — | Erstveröffentlichung: 10. September 2010                                       |
| 2015 | Would You Believe Hidden Gems                                      | — | — | — | — | — | — | Erstveröffentlichung: 27. Februar 2015                                         |

### Als Gastmusiker
| Jahr | Titel Album         | Höchstplatzierung, Gesamtwochen, AuszeichnungChartplatzierungen (Jahr, Titel, Album, Platzierungen, Wochen, Auszeichnungen, Anmerkungen) | Höchstplatzierung, Gesamtwochen, AuszeichnungChartplatzierungen (Jahr, Titel, Album, Platzierungen, Wochen, Auszeichnungen, Anmerkungen) | Höchstplatzierung, Gesamtwochen, AuszeichnungChartplatzierungen (Jahr, Titel, Album, Platzierungen, Wochen, Auszeichnungen, Anmerkungen) | Höchstplatzierung, Gesamtwochen, AuszeichnungChartplatzierungen (Jahr, Titel, Album, Platzierungen, Wochen, Auszeichnungen, Anmerkungen) | Höchstplatzierung, Gesamtwochen, AuszeichnungChartplatzierungen (Jahr, Titel, Album, Platzierungen, Wochen, Auszeichnungen, Anmerkungen) | Höchstplatzierung, Gesamtwochen, AuszeichnungChartplatzierungen (Jahr, Titel, Album, Platzierungen, Wochen, Auszeichnungen, Anmerkungen) | Anmerkungen                                                                |
| Jahr | Titel Album         | DE | AT | CH | UK | US | SE | Anmerkungen                                                                |
| ---- | ------------------- | --- | --- | --- | --- | --- | --- | -------------------------------------------------------------------------- |
| 1998 | Cruel Summer Musics | — | — | — | — | — | — | Erstveröffentlichung: 1998 Alliage feat. Ace of Base; Original: Bananarama |
| 2009 | Cruel Summer 2009 – | DE69 (3 Wo.)DE | — | — | — | — | — | Erstveröffentlichung: 21. August 2009 Rico Bernasconi vs. Ace of Base      |

## Videoalben und Musikvideos

### Videoalben
| Jahr | Titel Musiklabel                               | Höchstplatzierung, Gesamtwochen, AuszeichnungChartplatzierungen (Jahr, Titel, Musiklabel, Platzierungen, Wochen, Auszeichnungen, Anmerkungen) | Höchstplatzierung, Gesamtwochen, AuszeichnungChartplatzierungen (Jahr, Titel, Musiklabel, Platzierungen, Wochen, Auszeichnungen, Anmerkungen) | Höchstplatzierung, Gesamtwochen, AuszeichnungChartplatzierungen (Jahr, Titel, Musiklabel, Platzierungen, Wochen, Auszeichnungen, Anmerkungen) | Höchstplatzierung, Gesamtwochen, AuszeichnungChartplatzierungen (Jahr, Titel, Musiklabel, Platzierungen, Wochen, Auszeichnungen, Anmerkungen) | Höchstplatzierung, Gesamtwochen, AuszeichnungChartplatzierungen (Jahr, Titel, Musiklabel, Platzierungen, Wochen, Auszeichnungen, Anmerkungen) | Höchstplatzierung, Gesamtwochen, AuszeichnungChartplatzierungen (Jahr, Titel, Musiklabel, Platzierungen, Wochen, Auszeichnungen, Anmerkungen) | Anmerkungen                                                                 |
| Jahr | Titel Musiklabel                               | DE | AT | CH | UK | US | SE | Anmerkungen                                                                 |
| ---- | ---------------------------------------------- | --- | --- | --- | --- | --- | --- | --------------------------------------------------------------------------- |
| 1994 | Happy Nation Polydor (Polygram)                | DE*DE | AT*AT | CH*CH | — | — | — | Erstveröffentlichung: 1994 *siehe Studioalbum                               |
| 1994 | The Sign – The Home Video Arista Records (BMG) | DE*DE | AT*AT | CH*CH | — | US3 Gold · (… Wo.)US | — | Erstveröffentlichung: 21. April 1994 Verkäufe: + 55.000; *siehe Studioalbum |
| 2002 | Da Capo Polydor (UMG)                          | DE*DE | AT*AT | CH*CH | — | — | — | Erstveröffentlichung: 15. November 2002 *siehe Studioalbum                  |
| 2005 | Classic Polydor (UMG)                          | — | — | — | — | — | — | Erstveröffentlichung: 20. November 2005                                     |

### Musikvideos
| Jahr | Titel                     | Regie                                                                             |
| ---- | ------------------------- | --------------------------------------------------------------------------------- |
| 1992 | Wheel of Fortune          | Viking Nielson                                                                    |
| 1992 | All That She Wants        | Matt Broadley                                                                     |
| 1992 | Happy Nation              | Matt Broadley                                                                     |
| 1993 | The Sign                  | Mathias Julin                                                                     |
| 1993 | Don’t Turn Around         | Matt Broadley                                                                     |
| 1994 | Living in Danger          | Matt Broadley                                                                     |
| 1995 | Lucky Love                | Rocky Schenck (EU-Version, 1995) Matt Broadley (US-Version, 1996)                 |
| 1995 | Beautiful Life            | Richard Heslop                                                                    |
| 1995 | Never Gonna Say I’m Sorry | Richard Heslop                                                                    |
| 1998 | Life Is a Flower          |                                                                                   |
| 1998 | Cruel Summer              | Nigel Dick (EU-Version) Wayne Isham (US-Version) Peder Pedersen (Alliage-Version) |
| 1998 | Always Have Always Will   | Ace of Base                                                                       |
| 1998 | Travel to Romantis        | Andy Neumann                                                                      |
| 1999 | C’est la vie (Always 21)  | Patric Ullaeus                                                                    |
| 2002 | Beautiful Morning         | Daniel Borjesson                                                                  |
| 2003 | Unspeakable               | Daniel Borjesson                                                                  |
| 2008 | Wheel of Fortune 2009     |                                                                                   |
| 2010 | All for You               | Patric Ullaeus                                                                    |
| 2016 | Would You Believe         | Trace Adam                                                                        |

## Boxsets
| Jahr | Titel Musiklabel                                                 | Höchstplatzierung, Gesamtwochen, AuszeichnungChartplatzierungen (Jahr, Titel, Musiklabel, Platzierungen, Wochen, Auszeichnungen, Anmerkungen) | Höchstplatzierung, Gesamtwochen, AuszeichnungChartplatzierungen (Jahr, Titel, Musiklabel, Platzierungen, Wochen, Auszeichnungen, Anmerkungen) | Höchstplatzierung, Gesamtwochen, AuszeichnungChartplatzierungen (Jahr, Titel, Musiklabel, Platzierungen, Wochen, Auszeichnungen, Anmerkungen) | Höchstplatzierung, Gesamtwochen, AuszeichnungChartplatzierungen (Jahr, Titel, Musiklabel, Platzierungen, Wochen, Auszeichnungen, Anmerkungen) | Höchstplatzierung, Gesamtwochen, AuszeichnungChartplatzierungen (Jahr, Titel, Musiklabel, Platzierungen, Wochen, Auszeichnungen, Anmerkungen) | Höchstplatzierung, Gesamtwochen, AuszeichnungChartplatzierungen (Jahr, Titel, Musiklabel, Platzierungen, Wochen, Auszeichnungen, Anmerkungen) | Anmerkungen                             |
| Jahr | Titel Musiklabel                                                 | DE | AT | CH | UK | US | SE | Anmerkungen                             |
| ---- | ---------------------------------------------------------------- | --- | --- | --- | --- | --- | --- | --------------------------------------- |
| 2003 | Exclusive Fan Edition Polydor (UMG)                              | — | — | — | — | — | — | Erstveröffentlichung: 30. Juni 2003     |
| 2005 | The Ultimate Collection Polydor (UMG)                            | — | — | — | — | — | — | Erstveröffentlichung: 19. Juli 2005     |
| 2008 | Greatest Hits auch bekannt als: Gold Playground Music (PMS)      | — | — | — | UK59 (1 Wo.)UK | — | — | Erstveröffentlichung: 14. November 2008 |
| 2020 | All That She Wants – The Classic Collection Edsel Records (EDSL) | — | — | — | — | — | — | Erstveröffentlichung: 3. Juli 2020      |

## Promoveröffentlichungen
| Jahr | Titel Album                          | Anmerkungen                |
| ---- | ------------------------------------ | -------------------------- |
| 1995 | My Déjà Vu The Bridge                | Erstveröffentlichung: 1995 |
| 1998 | Angel Eyes The Bridge                | Erstveröffentlichung: 1998 |
| 1998 | Donnie Flowers                       | Erstveröffentlichung: 1998 |
| 1998 | Tokyo Girl Flowers                   | Erstveröffentlichung: 1998 |
| 1999 | Cecilia Flowers                      | Erstveröffentlichung: 1999 |
| 1999 | Love in December Singles of the 90’s | Erstveröffentlichung: 1999 |
| 2002 | Show Me Love Da Capo                 | Erstveröffentlichung: 2002 |

## Sonderveröffentlichungen

### Alben
| Jahr | Titel Musiklabel                                                    | Anmerkungen                                                   |
| ---- | ------------------------------------------------------------------- | ------------------------------------------------------------- |
| 2011 | The Very Best of Ace of Base Arista Records • Legacy Records (Sony) | Erstveröffentlichung: 25. Januar 2011 Teil der Playlist-Reihe |

### Lieder
| Jahr | Titel Album         | Anmerkungen                                                                |
| ---- | ------------------- | -------------------------------------------------------------------------- |
| 1998 | Cruel Summer Musics | Erstveröffentlichung: 1998 Alliage feat. Ace of Base; Original: Bananarama |

| Jahr | Titel Soundtrack zu              | Anmerkungen                         |
| ---- | -------------------------------- | ----------------------------------- |
| 2017 | All That She Wants The Bad Batch | Erstveröffentlichung: 21. Juli 2017 |
| 2021 | The Sign Werewolves Within       | Erstveröffentlichung: 25. Juni 2021 |

### Videoalben
| Jahr | Titel Musiklabel            | Anmerkungen                                                            |
| ---- | --------------------------- | ---------------------------------------------------------------------- |
| 2009 | Greatest Hits Polydor (UMG) | Erstveröffentlichung: 3. Juli 2009 Teil von Greatest Hits (Re-Release) |

## Statistik

### Chartauswertung
|                     | DE    | AT    | CH    | UK    | US    | SE    |
| ------------------- | ----- | ----- | ----- | ----- | ----- | ----- |
| Nummer-eins-Alben   | DE1DE | AT—AT | CH1CH | UK1UK | US1US | SE1SE |
| Top-10-Alben        | DE3DE | AT2AT | CH3CH | UK1UK | US1US | SE3SE |
| Alben in den Charts | DE6DE | AT5AT | CH6CH | UK5UK | US3US | SE5SE |

|                       | DE     | AT     | CH     | UK     | US    | SE     |
| --------------------- | ------ | ------ | ------ | ------ | ----- | ------ |
| Nummer-eins-Singles   | DE2DE  | AT1AT  | CH1CH  | UK1UK  | US1US | SE1SE  |
| Top-10-Singles        | DE5DE  | AT5AT  | CH3CH  | UK5UK  | US4US | SE5SE  |
| Singles in den Charts | DE20DE | AT13AT | CH12CH | UK12UK | US8US | SE15SE |

|                          | DE    | AT    | CH    | UK    | US    | SE    |
| ------------------------ | ----- | ----- | ----- | ----- | ----- | ----- |
| Nummer-eins-Videoalben   | DE—DE | AT—AT | CH—CH | UK—UK | US—US | SE—SE |
| Top-10-Videoalben        | DE—DE | AT—AT | CH—CH | UK—UK | US1US | SE—SE |
| Videoalben in den Charts | DE—DE | AT—AT | CH—CH | UK—UK | US1US | SE—SE |

### Auszeichnungen für Musikverkäufe
| Land/RegionAuszeichnungen für Musikverkäufe (Land/Region, Auszeichnungen, Verkäufe, Quellen) | Silber     | Gold       | Platin       | Diamant     | Verkäufe    | Quellen                     |
| -------------------------------------------------------------------------------------------- | ---------- | ---------- | ------------ | ----------- | ----------- | --------------------------- |
| Argentinien (CAPIF)                                                                          | —          | —          | 5× Platin5   | —           | 300.000     | Einzelnachweise             |
| Australien (ARIA)                                                                            | —          | Gold1      | 4× Platin4   | —           | 315.000     | aria.com.au                 |
| Brasilien (PMB)                                                                              | —          | Gold1      | —            | —           | 100.000     | pro-musicabr.org.br         |
| Chile (IFPI)                                                                                 | —          | —          | —            | —           | 60.000      | Einzelnachweise             |
| Dänemark (IFPI)                                                                              | —          | 2× Gold2   | 6× Platin6   | —           | 395.000     | ifpi.dk                     |
| Deutschland (BVMI)                                                                           | —          | 5× Gold5   | 5× Platin5   | —           | 3.855.000   | musikindustrie.de           |
| Europa (IFPI)                                                                                | —          | —          | 3× Platin3   | —           | (3.000.000) | ifpi.org                    |
| Europa (Impala)                                                                              | Silber1    | —          | —            | —           | (30.000)    | Einzelnachweise             |
| Finnland (IFPI)                                                                              | —          | Gold1      | Platin1      | —           | 170.106     | ifpi.fi                     |
| Frankreich (SNEP)                                                                            | Silber1    | Gold1      | Platin1      | Diamant1    | 1.675.000   | infodisc.fr snepmusique.com |
| Italien (FIMI)                                                                               | —          | —          | Platin1      | —           | 100.000     | fimi.it                     |
| Japan (RIAJ)                                                                                 | —          | —          | 9× Platin9   | —           | 1.695.500   | riaj.or.jp                  |
| Kanada (MC)                                                                                  | —          | 2× Gold2   | 2× Platin2   | Diamant1    | 2.005.000   | musiccanada.com             |
| Mexiko (AMPROFON)                                                                            | —          | —          | —            | —           | 300.000     | Einzelnachweise             |
| Neuseeland (RMNZ)                                                                            | —          | Gold1      | 4× Platin4   | —           | 55.000      | aotearoamusiccharts.co.nz   |
| Niederlande (NVPI)                                                                           | —          | Gold1      | 2× Platin2   | —           | 250.000     | nvpi.nl                     |
| Österreich (IFPI)                                                                            | —          | 3× Gold3   | Platin1      | —           | 125.000     | ifpi.at                     |
| Polen (ZPAV)                                                                                 | —          | Gold1      | —            | —           | 50.000      | olis.pl                     |
| Russland (NFPF)                                                                              | —          | —          | —            | —           | 5.000       | Einzelnachweise             |
| Schweden (IFPI)                                                                              | —          | Gold1      | Platin1      | —           | 165.000     | sverigetopplistan.se        |
| Schweiz (IFPI)                                                                               | —          | Gold1      | 3× Platin3   | —           | 175.000     | hitparade.ch                |
| Spanien (Promusicae)                                                                         | —          | 2× Gold2   | Platin1      | —           | 180.000     | elportaldemusica.es         |
| Südkorea (KMCA)                                                                              | —          | —          | —            | —           | 500.000     | Einzelnachweise             |
| Vereinigte Staaten (RIAA)                                                                    | —          | 3× Gold3   | 12× Platin12 | —           | 13.350.000  | riaa.com                    |
| Vereinigtes Königreich (BPI)                                                                 | 3× Silber3 | —          | 4× Platin4   | —           | 2.431.323   | bpi.co.uk                   |
| Insgesamt                                                                                    | 5× Silber5 | 26× Gold26 | 65× Platin65 | 2× Diamant2 |             |                             |